# Last Warning
Last Warning è un album del gruppo hardcore Agnostic Front. Venne pubblicato nel 1993 dalla Relativity Records. Fu distribuito dalla Roadrunner Records, e seguì il disco del 1992 One Voice.
Le prime undici tracce vennero registrate dal vivo nel dicembre del 1992 al CBGB. Il disco venne originariamente promosso come l'ultimo album della band, ma il gruppo si riformò cinque anni dopo rilasciando il disco Something's Gotta Give.

## Tracce
Testi e musiche degli Agnostic Front.
1. "Undertow" 				– 3:47
2. "Your Mistake"/"Victim in Pain"	– 2:21
3. "One Voice"				– 3:56
4. "Infiltrate"/"Strength"		– 3:59
5. "United Blood"				– 1:36
6. "Public Assistance"/"Over the Edge"	– 6:39
7. "Blind Justice"/"Last Warning"		– 2:01
8. "Crucified"				– 2:51
9. "Toxic Shock"/"United & Strong"	– 3:25
10. "Fascist Attitudes"			– 2:37
11. "Anthem"/"The Eliminator"		– 6:37
12. "No One Rules"				– 0:25
13. "Final War"				– 0:22
14. "Last Warning"				– 0:48
15. "Traitor"				– 0:25
16. "Friend or Foe"			– 1:16
17. "United Blood"				– 1:13
18. "Fight"				– 0:15
19. "Discriminate Me"			– 0:42
20. "In Control"				– 0:30
21. "Crucial Changes"			– 0:25

## Formazione

### Tracce 1–11
- Roger Miret – voce
- Vinnie Stigma – chitarra
- Matt Henderson – chitarra
- Craig Setari – basso
- Will Shepler – batteria
- Registrato dal vivo al CBGB il 20 dicembre 1992

### Tracce 12-21
- Roger Miret - voce
- Vinnie Stigma - chitarra
- Adam Moochie - basso
- Raybeez - batteria
- Tracce prese da United Blood 7" EP, pubblicato nel 1983 per la Last Warning Records
- Prodotto dagli Agnostic Front e Don Fury